# Друштвени контекст
Друштвена средина, друштвени контекст, друштвено-културни контекст или средина се односе на непосредну физичку и социјалну средину у којој људи живе, односно у којој се нешто дешава или развија. Средина укључује културу у којој је појединац образован или у којој живи, као и људе и институције са којима се налази у интеракцији.
Интеракција се може одвијати лично или преко комуникационих медија, чак и анонимно или у једном смеру, и не мора да подразумева једнакост друштвеног положаја. Дакле, социјално окружење је шири појам од појмова друштвене класе или друштвени круг.
Теорија капиталистичког начина производње може се наћи у Капиталу Карла Маркса. Маркс је користио овај термин у својој анализи економског и политичког развоја друштва. Карл Маркс није постулирао да је питање друштвено-економских формација коначно решено и разликовао је различите формације у различитим радовима. Иако Маркс није формулисао потпуну теорију друштвено-економских формација, генерализација његових изјава постала је основа за совјетске историчаре да закључе да је он разликовао пет формација у складу са преовлађујућим индустријским односима и облицима својине: праисторија, ропство, феудализам, капитализам и комунизам. Маркс је користио парадигму за разумевање односа моћи између капиталиста и најамних радника: „у предкапиталистичким системима било је очигледно да већина људи не контролише сопствену судбину — у феудализму, на пример, кметови су морали да раде за своје господаре. Капитализам изгледа другачије, јер су људи у теорији слободни да раде за себе или за друге како желе. Ипак, већина радника има исто тако мало контроле над својим животима као и феудални кметови.”

## Солидарност
Људи у истом социјалном окружењу често развијају осећај друштвене солидарности; склони су ка томе да верују и помажу једни другима, као и да се окупљају у оквиру друштвених група. Чак и када се њихови закључци разликују, њихови начини размишљања су слични.

## Природна/вештачка средина
У циљу обогаћивања својих живота, људи су користили природне ресурсе и у том процесу је дошло до стварања многих промена у природном окружењу. Људска насеља, путеви, фарме, бране и многе друге ствари су постајале све развијене. Све ове људске творевине су укључене у нашу културну средину, Ервинг Гофман посебно наглашава дубоку друштвену природу индивидуалне животне средине.

## Етничка/друштвена структура
Чарлс Рајт Милс је представио супротности између непосредне средине радних места / породице / комшилука и ширих формација друштвених структура, наглашавајући посебно разлику између "личних проблема у средини" и "јавне кризе друштвених структура".
Емил Диркем заузима шири поглед на друштвено окружење (етничку средину), тврдећи да садржи Интернализоване норме и репрезентације друштвених снага и социјалних чињеница: "Читав наш друштвени амбијент треба да буде попуњен снагама које заиста постоје само у нашем сопствени ум" - колективна репрезентација.

## Фенеменологија
Феноменолози приказују контраст између две алтернативне визије друштва, између детерминистичког ограничења (средине) и колевке (амбијента).
Макс Шелер прави разлику између средине као искуства које је вредно проживети и објективне друштвене средине коју уређујемо како бисмо направили првобитно поменуту, напомомињући да социјално окружење може или да подстиче или да ограничи наше стварање личне средине.

## Друштвена операција
Пјер Џенет је на неурозу гледао као на део производа који је резултат дисфункционалне друштвене средине – породице, друштвених мрежа, пословног окружења и слично –  и сматрао је да би у неким случајевима оно што је називао „друштвена операција“ за прављење додатног простора у средини била погодна мера.
Сличне идеје су од тада биле усвојене у друштвеној психијатрији и породичној терапији.